# Clark (Washington)
Clark (más néven Keller Ferry) az Amerikai Egyesült Államok északnyugati részén, Washington állam Lincoln megyéjében elhelyezkedő önkormányzat nélküli település.
Clark postahivatala 1892 és 1924 között működött. A település névadója Todd Clark.

## Fordítás
- Ez a szócikk részben vagy egészben  a   Clark, Washington című angol Wikipédia-szócikk ezen változatának fordításán alapul.  Az eredeti cikk szerkesztőit annak laptörténete sorolja fel. Ez a jelzés csupán a megfogalmazás eredetét és a szerzői jogokat jelzi, nem szolgál a cikkben szereplő információk forrásmegjelöléseként.